# Tenisová sezóna Andyho Murrayho 2012
Tenisová sezóna Andyho Murrayho 2012 oficiálně začala 2. ledna 2012 se startem ATP World Tour 2012. Do sezóny vstoupil s novým trenérem, bývalou světovou jedničkou Ivanem Ledlem.

## Detailní výsledky
Murray začal sezónu turnajem v Brisbane, jako nejvýše nasazený hráč. Po slabších třísetových výhrách nad Michailem Kukuškinem a Gillesem Müllerem v prvních dvou kolech, zaznamenal dvě hladké výhry nad Baghdatisem a domácím Tomicem a postoupil do finále. Ale ani ukrajinský tenista Alexandr Dolgopolov, který byl na turnaji třetí nasazený, nenašel způsob, jak Brita přehrát. Murray získal 22.singlový titul v kariéře.
Do soutěže zasáhl také ve čtyřhře. Jeho spoluhráčem byl Marcos Baghdatis a úspěšně zvládli první kolo proti Giraldovi a Nišikorimu, ale ve čtvrtfinále prohráli s druhým nasazeným párem Melzer a Petzschner 13-15 v super tiebreaku.

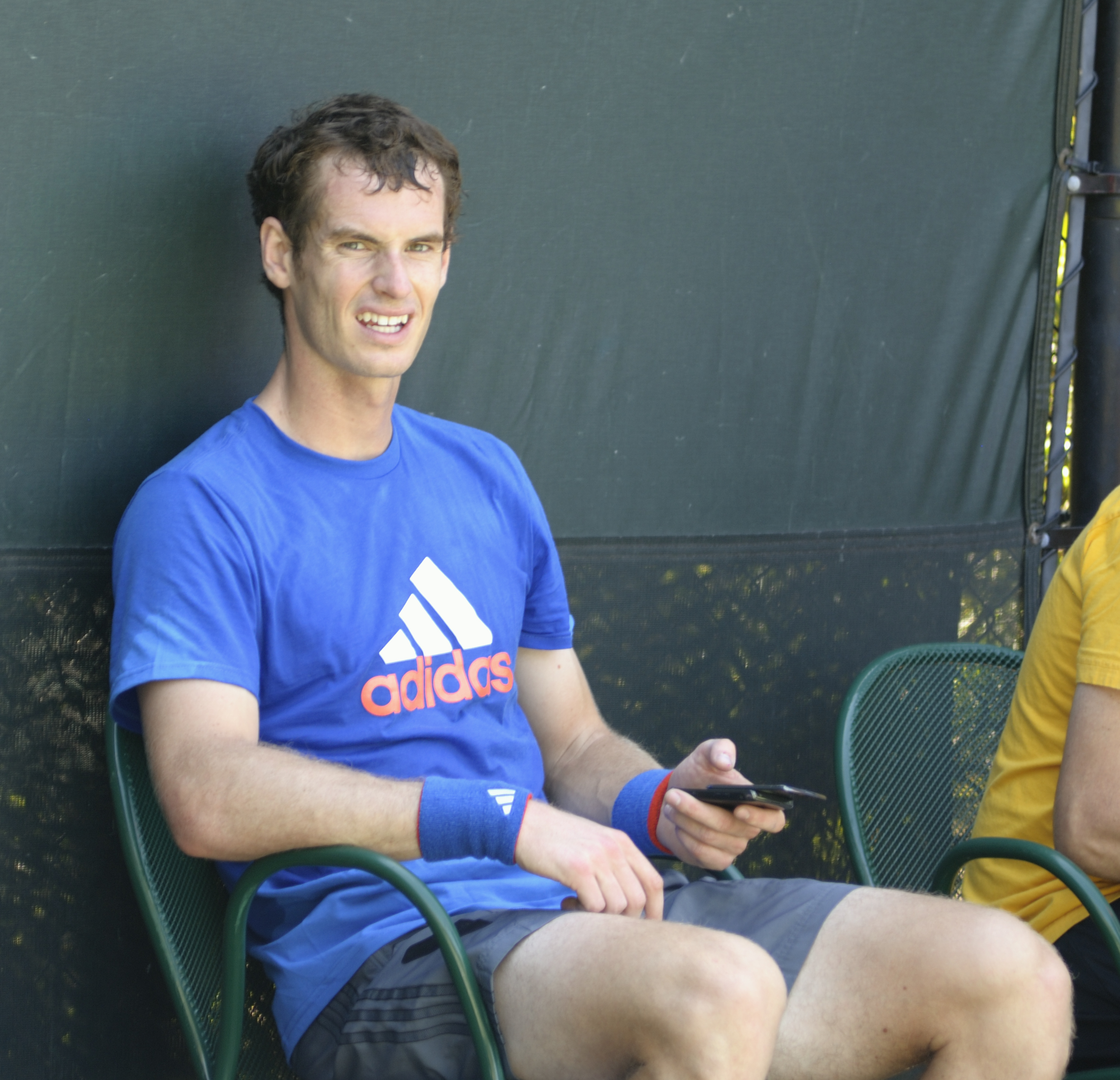
Murray v Miami

Do Melbourne na grandslamové Australian Open jako čtvrtý nasazený a dvojnásobný finalista turnaje. V prvním kole překvapivě prohrával 1-0 na sety s Američanem Ryanem Harrisonem, ale větší překvapení
nepřipustil. Francouzi Édouard Roger-Vasselin a Michaël Llodra poznali sílu Brita, když dohromady uhráli na Murrayho 15 her. Znovu se utkal s Kazachem Kukuškinem, který ale vzdal za stavu 2-0 na sety. Ve čtvrtfinále potom zastavil 24. nasazeného, Japonce Nišikoriho po třísetovém vítězství a znovu postoupil do semifinále. Před branami finále ho ale po 4 hodinách a 50 minutách zastavil první nasazený a pozdější vítěz Srb Novak Djoković 7-5 v páté sadě.
Na Dubai Tennis Championships porazil kvalifikanty Berrera a Chiudinellia se ztrátou jednoho setu, aby ve čtvrtfinále porazil pátého nasazeného, Čecha Tomáše Berdycha ve dvou setech. V semifinále oplatil australskou porážku Novaku Djokovićovi 6-2 a 7-5. Ve druhém finále sezóny podlehl ve druhému nasazenému Rogerovi Federerovi, když na něj neuhrál ani set.
Na BNP Paribas Open prohrál jako čtvrtý nasazený už v prvním zápase až v 92. hráčem žebříčku, Španělem Lópezem.
Prohru si vynahradil na Miami Masters, kde porazil Kolumbijce Fallu, poté k zápasu třetího kola nenastoupil Kanaďan Milos Raonic, na jeho raketě zůstal také francouzský tenista Gilles Simon a ve čtvrtfinále po třech setech devátý nasazený Janko Tipsarević. Před semifinálových zápasem odstoupil druhý nasazený tenista Rafael Nadal. Ve finále ale Brit nestačil na turnajovou jedničku, Srba Novaka Djokoviće ve dvou setech.

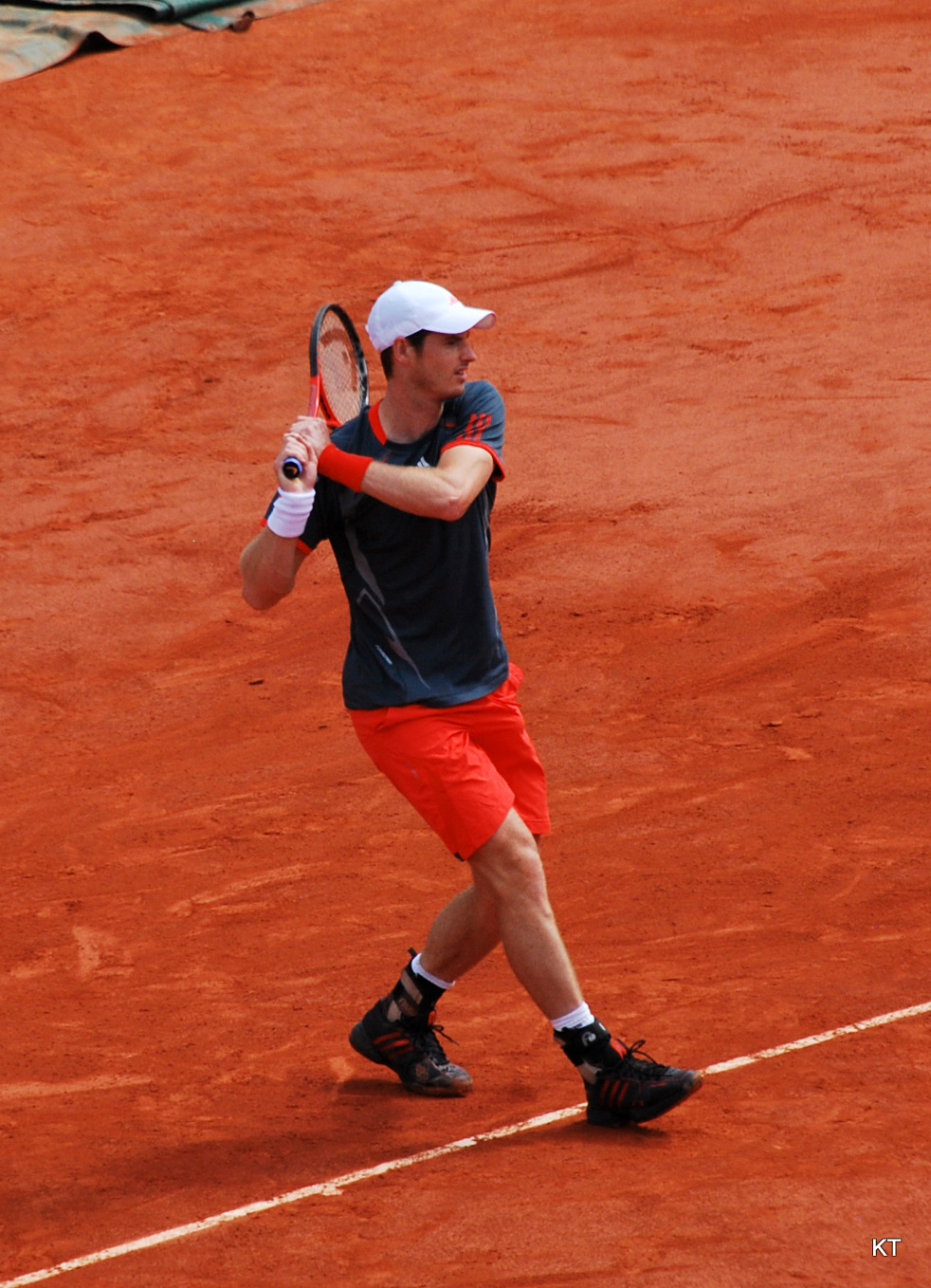
Bekhend na French Open

Další podnikem se pro něj stal antukový turnaj hraný v Monte Carlu. Jako třetí nasazený měl v prvním kole volný los, ve druhém kole povolil jenom tři hry Srbu Troickému. Za stavu 6-5 v první mu v osmifinále vzdal francouzský tenista Julien Benneteau. Ve čtvrtfinále pak ale nestačil na šestého nasazeného Čecha Tomáše Berdycha, se kterým sice vyhrál první set ve zkrácené hře, další dva ale prohrála 2-6 a 3-6.
Na Barcelona Open Banco Sabadell zůstali na raketě druhého nasazeného Serhij Stachovskyj a Santiago Giraldo, ale nakonec skončil ve čtvrtfinále s Kanaďanem Raonicem.
Kvůli problém ze zády se neúčastnil Mutua Madrid Open. Turnaj se hrál na netradiční modré antuce.

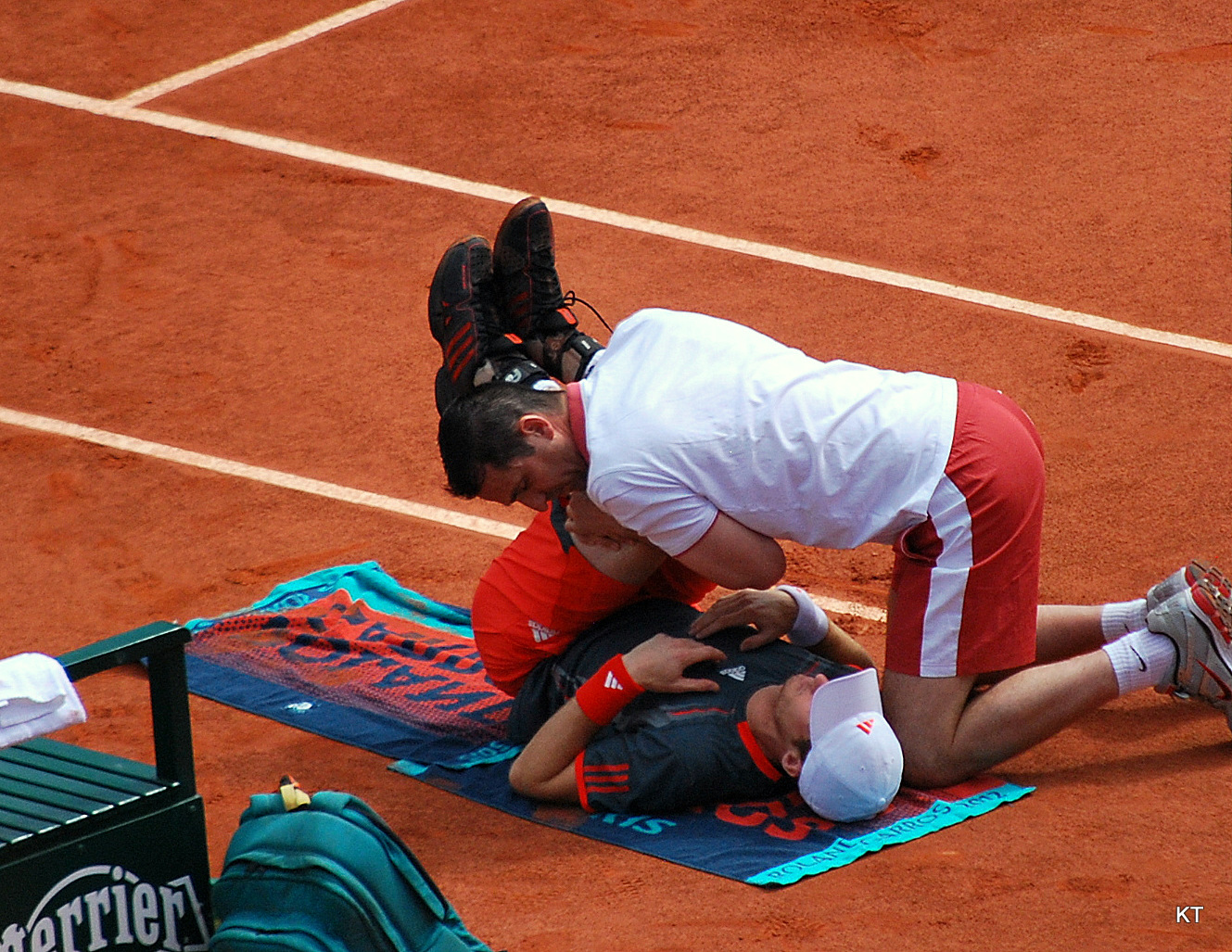
Ošetřování na French Open

I tak ale stihl Rome Masters. Nejdříve zvládl v den svých 25. narozenin třísetovou bitvu s Argentincem Davidem Nalbandianem, když vyhrál až 7-5 v rozhodujícím setu. V dalším kole ho ale vyřadil Francouz Richard Gasquet.
Na druhý grandslam sezóny, antukové French Open, vstoupil čtvrtý nasazený hráč hladkou výhru nad Tacumou Item. Ve druhém kole měl s Nieminem vtěší problémy, první set prohrál 1-6. V průběu setu se nechal ošetřovat a bylo vidět, že není v pořádku. Výhrou zbylých třech setů si však zajistil postup do třetího kola. V něm se mu postavil Santiago Giraldo, Murray ale zvládl roli favorita a opět neztratil ani set. Na jeho raketě dále zůstal také sedmnáctý nasazený tenista turnaje Richard Gasquet. Brit sice jasně prohrál první set, ve zbytku utkání však ztratil už jenom sedm her. Semifinalista z minulého ročníku ale skončil ve čtvrtfinále - ve čtyřech setech ho zastavil španělský tenista David Ferrer a zabránil tak semifinále mezi prvními čtyřmi nasazenými.
Jako obhájce titulu a první nasazený hráč hrál na trávě v Queen's Clubu, přípravném turnaji na Wimbledon. Domácí tenista ale prohrál hned v první zápase až s 65. hráčem světa, Francouzem Mahutem poměrem 7-1 ve zkrácené hře třetího setu.
Ve Wimbledonu se opět dostal pod tlak, když do něj Britové vkládali naději na zisk titulu. V prvním kole na mu podlehl po nevyrovnaném zápase Nikolaj Davyděnko, ve druhém kole se Murray zapotil více, Ivo Karlović mu dokázal sebrat set, výhra 7-5, 6-7  (5-7) , 6-2 a 7-6  (7-4)  mu ale neunikla. Ve třetím kole vytvořil proti rekord v utkání hraném nejdéle do nočních hodin, když mečbol zápasu proti Marcosi Baghdatisovi proměnil ve 23.02 hodin místního času. V osmifinále Murray vyhrál nad Marinem Čilićem ve třech setech, aby ve čtvrtfinále oplatil čtvrtfinálovou porážku z minulého grandslamu Davidu Ferrerovi, když vyhrál dvě zkrácené hry ze tří. V semifinále porazil po čtyřech setech Francouze Tsongu a postoupil do finále.

## Finálové účasti
| Výsledek  | Č.  | Datum            | Turnaj                     | Povrch | Soupeř              | Skóre                          |
| --------- | --- | ---------------- | -------------------------- | ------ | ------------------- | ------------------------------ |
| Vítěz     | 22. | 8. ledna 2012    | Brisbane International     | tvrdý  | Alexandr Dolgopolov | 6–1, 6–3                       |
| Finalista | 10. | 3. března 2012   | Dubai Tennis Championships | tvrdý  | Roger Federer       | 5–7, 4–6                       |
| Finalista | 11. | 1. dubna 2012    | Sony Ericsson Open         | tvrdý  | Novak Djoković      | 1–6, 6–7(4–7)                  |
| Finalista | 12. | 8. července 2012 | Wimbledon                  | tráva  | Roger Federer       | 6–4, 5–7, 3–6, 4–6             |
| Vítěz     | 23. | 5. srpna 2012    | Londýn – LOH               | tráva  | Roger Federer       | 6–2, 6–1, 6–4                  |
| Vítěz     | 24. | 9. září 2012     | New York                   | tvrdý  | Novak Djoković      | 7–6(12–10), 7–5, 2–6, 3–6, 6–2 |
| Finalista | 13. | 14. října 2012   | Shanghai Masters           | tvrdý  | Novak Djoković      | 7–5, 6–7 (11–13) , 3–6         |